# Fiancé malgré lui
Pour le film de F. Richard Jones, voir Fiancé malgré lui (film, 1922).
Pour plus de détails, voir Fiche technique et Distribution.
Fiancé malgré lui (titre original : The Wishing Ring Man) est un film muet américain réalisé par David Smith, sorti en 1919. C'est une adaptation du roman de Margaret Widdemer (en),. Il met en vedette Bessie Love et J. Frank Glendon dans le rôle-titre.

## Synopsis
Joy Havenith (Bessie Love) est tenue à l'écart des autres jeunes afin qu'elle puisse inspirer la poésie de son grand-père. Elle est mécontente de sa situation, et croit Glendon (The Wishing Ring Man) quand il lui dit que, si elle désire quelque chose fortement, elle obtiendra tout ce qu'elle veut.
Lorsqu'on lui donne l'occasion d'aller à la ville, son grand-père refuse de la laisser sortir, parce qu'elle n'est pas fiancée. Joy prétend être fiancée avec le médecin, et le médecin est obligé de jouer le jeu,,.

## Fiche technique
- Titre : Fiancé malgré lui
- Titre original : The Wishing Ring Man
- Réalisation : David Smith
- Scénario : G. Marion Burton, d'après le roman de Margaret Widdemer
- Directeur de la photographie : Charles R. Seeling[5]
- Sociétés de production : Vitagraph Company[3]
- Pays de production :  États-Unis
- Langue : titres en anglais
- Format : Noir et blanc - 35 mm - 1,33:1  -  Muet
- Genre : drame
- Durée : 50 minutes[3],[6]
- Date de sortie : 
  - États-Unis : 19 mars 1919[6]

## Distribution
- Bessie Love : Joy Havenith[1]
- J. Frank Glendon : Dr. John Hewitt
- Jean Hathaway : Mrs. Hewitt
- Claire Du Brey : Gale Maddox
- Truman Van Dyke : Clarence Rutherford
- Willis Marks : le grand-père Havenith
- Alberta Lee : la grand-mère Havenith
- Dorothy Hagan : Phyllis Harrington
- Colin Kenny : Allen Harrington

## Sortie
À sa sortie, le film fut projeté avec plusieurs serials et courts-métrages, dont Terror of the Range, de Stuart Paton et la comédie de Harold Lloyd, Coco de Chicago (Billy Blazes, Esq.).

## Réception
Le film a reçu des critiques positives,, on put relever que Bessie Love a porté dix-sept tenues différentes à travers tout le film.